# Scandriglia
Scandriglia è un comune italiano di 3 334 abitanti della provincia di Rieti nel Lazio.

## Geografia fisica

### Territorio
Scandriglia sorge a 535 metri di altezza sul livello del mare, sulle propaggini settentrionali dei monti Lucretili.
Nel territorio comunale si trovano i rilievi di Monte Pellecchia (1368 m), Cima di Coppi (1211 m), Cima Casarene (1191 m) e Monte Serrapopolo (1180 m).

### Clima
- Classificazione climatica: zona E, 2338 GR/G

## Storia
Area nota fin dai tempi della Repubblica romana, se ne trova traccia nelle opere di Marco Tullio Cicerone, che loda la laboriosità dei lavoratori di queste zone. Durante la dominazione Romana questa parte della Sabina divenne un fondo agrario della ricca famiglia senatoriale degli Scandillii e venne denominata Dal nome “Fundus Scandillianus”, da cui deriva il nome odierno. 
Dopo la caduta dell'Impero Romano d'Occidente, la città fu soggetta alle invasioni barbariche; successivamente, nei secoli IX e X, sarà la volta dei saraceni, che si installeranno nel territorio scandrigliese. Da studi storici è stata datata a questo periodo la costruzione del castello cittadino, che ebbe lo scopo di accogliere gli abitanti che fuggivano dalla situazione di disordine che caratterizzava la valle.
Nel 1084 Scandriglia era dominata dal conte Erbeo che in seguito la donò al monastero di Farfa, in seguito fu possedimento degli Orsini, che erano già signori della vicina Nerola. Dal 1359, e quindi durante la Cattività avignonese, fino alla morte di Giannantonio, l'area rimase sotto questa famiglia; fino al 1639 quando passò alla Camera Apostolica.  
Quindi fu parte dello Stato Pontificio; ma nel 1860,Scandriglia entra a far parte del Regno d’Italia come comune della provincia di Perugia e poi, a seguito della breccia di Porta Pia, passa a quella di Roma. Nel 1927 in seguito all’istituzione della provincia di Rieti entrò a far parte di quest’ultima. 

### Simboli
Lo stemma del comune raffigura una torre medievale, su sfondo rosso e azzurro, in un prato verde affiancata dalle iniziali S e B (Santa Barbara, santa patrona di Scandriglia):
Il gonfalone è un drappo di bianco con la bordatura di rosso, riccamente ornato di ricami di argento.

## Monumenti e luoghi d'interesse

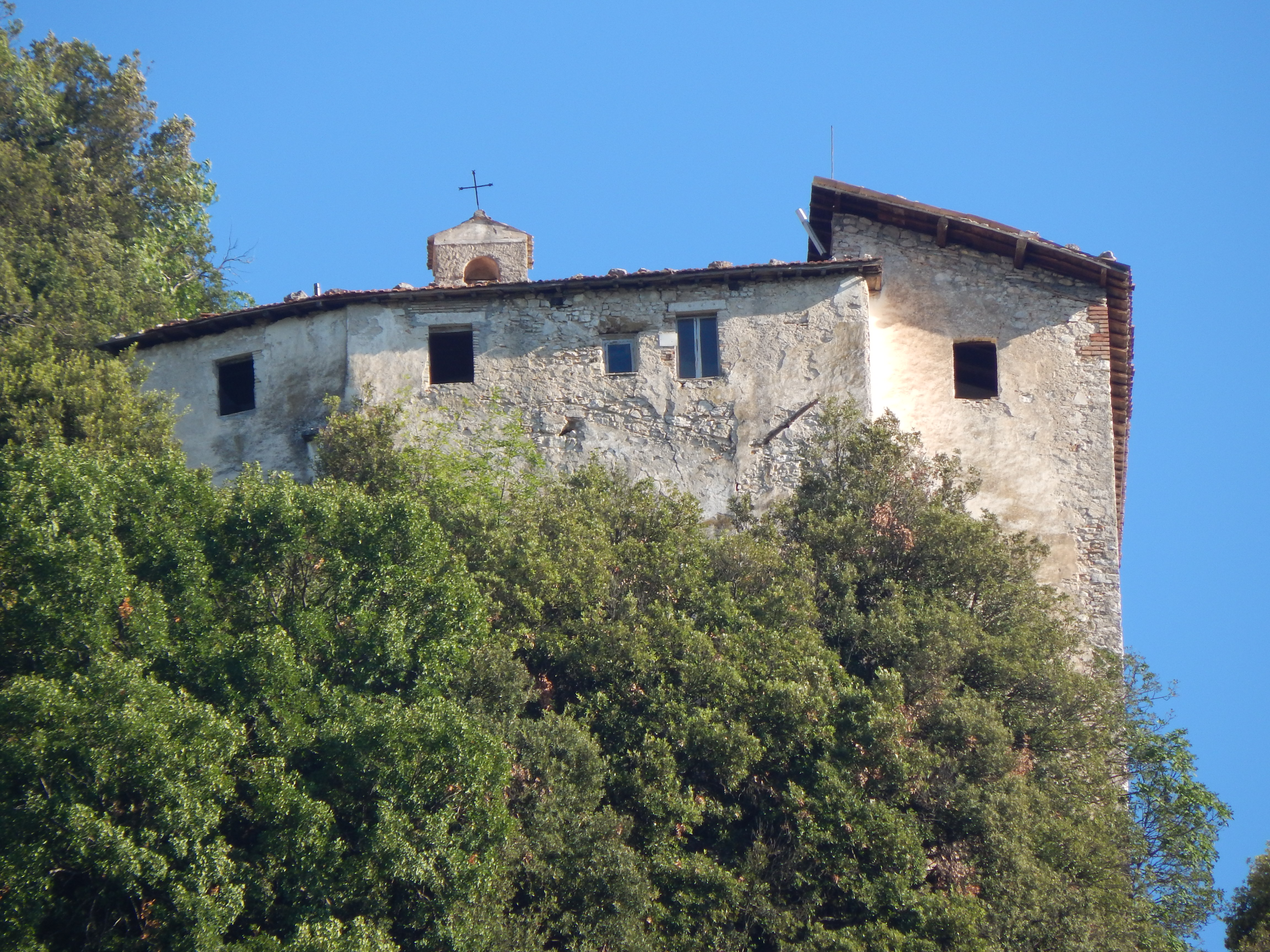
Il convento di San Nicola

L'area comunale comprende opere architettoniche di indubbia importanza, prima tra tutte la Chiesa dell'Assunta, costruita nel X secolo, ma restaurata ne Settecento. All'interno è da segnalare la presenza di alcune pitture del '500 e del '600 e di una scultura policroma in legno, raffigurante la Vergine col Bambino e probabilmente risalente al XVI secolo. Il campanile della chiesa è stato costruito sulla base di una torre di guardia romana.
Anche la Rocca, situata nei pressi della Chiesa, costituisce un esempio dell'epoca medievale. Anche il Palazzo degli Anguillara, costruito nel XV secolo e appartenente allo stile rinascimentale, ma con inserimenti tardo gotici e con affreschi realizzati da pittori appartenenti alla scuola di Antoniazzo Romano.  Non è da trascurare la frazione Ponticelli, dove è situata la duecentesca chiesa di Santa Maria del Colle, caratterizzata da una facciata romanica.
L'interno è decorato di affreschi votivi, che sono stati realizzati in periodi che vanno dal secolo XIII al secolo XVI, con il frammento di Annunciazione di Scuola Romana (risalente al Duecento), la Crocifissione sopra la porta e "San Giorgio che uccide il drago" (risalente al Quattrocento).
Tuttavia è andata distrutta le decorazioni dell'arco e della conca situate nell'abside, che rappresentavano Dio Padre tra Angeli, l'Annunciazione, l'Incoronazione della Vergine Assunta e gli Apostoli; erano state realizzate nel 1580.

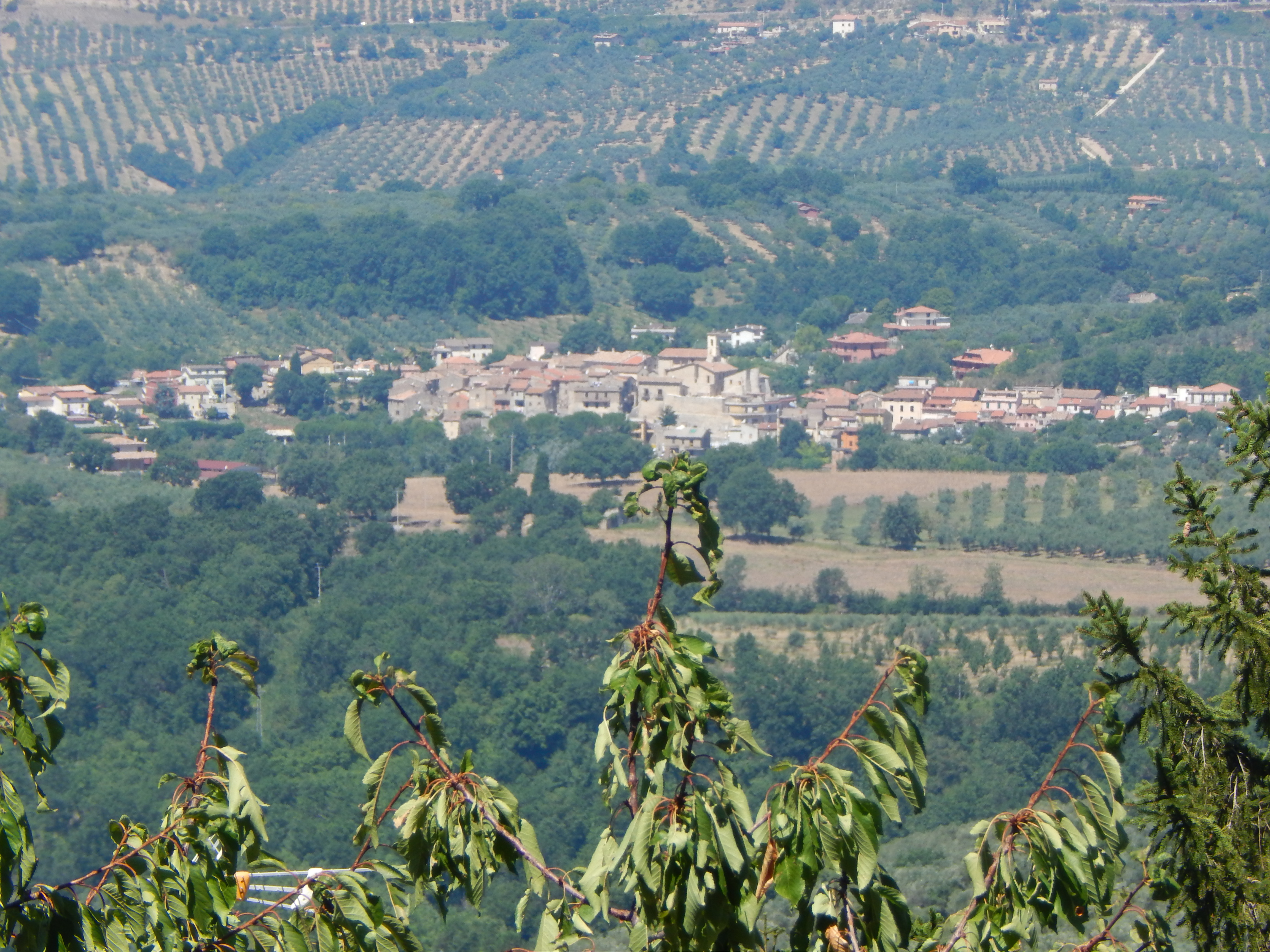
La frazione di Ponticelli Sabino

Nel territorio all'interno del Parco località interessante e suggestiva è il convento di San Nicola, costruito nel secolo XV sulla pianta di un'altra chiesetta del XII secolo,  e situato sulla montagna che sovrasta Scandriglia, il Monte Pereatti. Del convento, attualmente abbandonato, resta un trittico in tavole dipinte attualmente custodito presso i locali del Comune.
In prossimità della Cima Coppi è possibile scorgere i resti di antichi insediamenti, di una torre di avvistamento romana e di un altare dedicato a Giove Cacuno.
Alle pendici di Monte Pendente, sorge il monastero benedettino di San Salvatore Minore, il quale si trova in ottime condizioni. Da questa posizione è possibile raggiungere un'antica strada di collegamento, utilizzata un tempo per scambi di merci tra le popolazioni originarie di Scandriglia e Orvinio. Sempre nella zona di Monte Pendente, nella località di Rocca Sollana sono presenti resti di antiche abitazioni, costruite dalla popolazione locale nel periodo dell'invasione dei Saraceni.

### Monumenti fuori dal paese
A poca distanza dall'abitato, in un'area denominata Contrada Santa Barbara, sorge la chiesetta rurale di Santa Barbara, dove, secondo la tradizione, la santa venne martirizzata dal padre. I racconti e la leggenda sono alla base del culto della santa, patrona del paese, per la quale il 4 dicembre si svolge una grandissima festa. Il corpo della martire, tuttavia, fu traslato nella cattedrale di Rieti nei primi decenni del IX secolo.
Di notevole interesse storico è il santuario francescano di Santa Maria delle Grazie, edificato dai frati francescani nel 1350, che costituisce un elemento importante del il suo patrimonio artistico-culturale. 
Nella chiesa si venera una miracolosa immagine della Vergine col Bambino e si conserva una tavola rappresentante la Vergine in trono col Bambino tra i santi Francesco e Antonio di Padova, opera di un pittore del tardo Quattrocento, forse umbro, ma che rivela influssi della scuola di Antoniazzo Romano.
Tra i monumenti che sorgono fuori dal paese, vale la pena di ricordare anche la "Madonna della Quercia", una piccola chiesa risalente al XVI secolo e situata lungo la via Salaria Vecchia. 

### Siti di interesse storico e aree archeologiche
Nel territorio comunale, in località Monte Calvo, in seguito a scavi archeologici effettuati nel 1824, furono ritrovati i resti di una sontuosa villa romana risalente al I secolo d.C., al momento del ritrovamento fu indicata come la villa imperiale di Nerva (96-98), ma altri sostennero che tali reperti fossero i resti della città di Numanzia. La villa venne poi identificata come "Villa dei Brutti Praesentes" in località "Madonna dei colori", famiglia senatoria romana con ampi possedimenti fondiari nel territorio.  In questa località furono trovate tracce di costruzioni imponenti e numerose statue marmoree in buono stato di conservazione. Molte di queste statue sono al Ny Carlsberg Glyptotek di Copenaghen, alcune al Museo Borghese di Roma e nei Musei Vaticani.
Inoltre è possibile ammirare ulteriori resti di epoca romana anche sul vecchio percorso originario della Via Salaria: le pietre miliari ed il ponte romano alto circa 13 metri e composto da 14 file di blocchi di travertino conservatosi pressoché intatto, conosciuto localmente come "ponte del diavolo".

### Aree naturali
Tra le aree naturali, riveste particolare importanza il Parco regionale naturale dei Monti Lucretili .

## Società

### Evoluzione demografica
Abitanti censiti

## Economia
L’economia del comune si basa principalmente sulla produzione di olio di oliva; tuttavia si coltivano anche cereali, piante da frutto, viti e ortaggi. È inoltre sviluppato l’allevamento di bovini, equini ed ovini, che in parte si svolge allo stato brado nelle vallate degli Appennini che circondano il paese. Nella stagione estiva sono tipiche le sagre, come quella delle "sagne", che si svolge nel mese di agosto. 

## Infrastrutture e trasporti

### Strade
Scandriglia si trova sulla strada provinciale n. 39, che collega il paese da un lato a Orvinio e dall'altro alla SP 40 Salaria vecchia, che dopo pochi chilometri (nei pressi di Borgo Quinzio) confluisce sul tracciato moderno della Salaria.
La strada statale 4 Via Salaria è l'arteria di maggiore importanza, che collega il comune a Roma e al capoluogo Rieti.

### Ferrovie
Scandriglia non è servita da alcuna linea ferroviaria. Nel territorio sarebbe dovuta passare la Ferrovia Salaria (Roma-Rieti-Ascoli Piceno-San Benedetto del Tronto), che fu più volte progettata sin dalla fine dell'Ottocento ma mai realizzata.

## Amministrazione
Nel 1923 passa dalla provincia di Perugia in Umbria, alla provincia di Roma nel Lazio, e nel 1927, a seguito del riordino delle circoscrizioni provinciali stabilito dal regio decreto n. 1 del 2 gennaio 1927, per volontà del governo fascista, quando venne istituita la provincia di Rieti, Scandriglia passa a quella di Rieti.
Il seguente grafico riassume i primi cittadini che si sono succeduti a capo del comune. 
| Periodo | Periodo   | Primo cittadino    | Partito                          | Carica  | Note |
| ------- | --------- | ------------------ | -------------------------------- | ------- | ---- |
| 1995    | 1999      | Roberto Fiorentini | lista civica                     | Sindaco |      |
| 1999    | 2009      | Domenico Scacchi   | lista civica Vita nuova          | Sindaco |      |
| 2004    | 2009      | Domenico Scacchi   | lista civica Vita nuova          | Sindaco |      |
| 2009    | 2019      | Paolo Palmieri     | lista civica Insieme è possibile | Sindaco |      |
| 2019    | in carica | Lorenzo Ferrante   | lista civica Onestà e coerenza   | Sindaco |      |

### Altre informazioni amministrative
- Fa parte della XX Comunità Montana dei Monti Sabini
- Fa parte dell'Unione dei Comuni "Alta Sabina"

### Gemellaggi
- Barbara